# Kreis Siegen
Der Kreis Siegen (1923–1969 Landkreis Siegen, heute auch Altkreis Siegen) war von 1817 bis 1974 ein Landkreis im Regierungsbezirk Arnsberg. Mit diesem gehörte er zunächst zur preußischen Provinz Westfalen, ab 1946 schließlich zum Land Nordrhein-Westfalen. Kreisstadt war Siegen. Am 1. März 1923 schied die Stadt Siegen aus dem Kreis Siegen aus und wurde kreisfreie Stadt, blieb aber Sitz des Landkreises Siegen. Im Zuge der kommunalen Neugliederung am 1. Juli 1966 durch das Gesetz zur Neugliederung des Landkreises Siegen wurde die Stadt Siegen wieder in den Landkreis Siegen eingegliedert.
Der Kreis wurde auf Grund des Sauerland/Paderborn-Gesetzes am 1. Januar 1975 aufgelöst. Rechtsnachfolger ist der neue Kreis Siegen, ab 1984 Kreis Siegen-Wittgenstein.

## Geographie

### Nachbarkreise
Der Kreis Siegen grenzte 1974 im Uhrzeigersinn im Nordwesten beginnend an die Kreise Olpe und Wittgenstein (beide in Nordrhein-Westfalen), an den Dillkreis (in Hessen) sowie an den Oberwesterwaldkreis und den Landkreis Altenkirchen (Westerwald) (beide in Rheinland-Pfalz).

## Geschichte

### Vorgeschichte und Gründung
Das Siegerland gehörte bis Anfang des 19. Jahrhunderts landesherrlich zum Fürstentum Siegen, das im Besitz der  Ottonischen Linie des Hauses Nassau war. Im Zusammenhang mit der Gründung des Rheinbundes wurde das Gebiet dem Großherzogtum Berg zugeschlagen. Am 6. November 1813 konnte Wilhelm Friedrich von Oranien das Siegerland wieder an sich nehmen. Dieses tauschte er allerdings 1815 mit Preußen gegen das Großherzogtum Luxemburg. Preußen erwarb außerdem vom Herzogtum Nassau 1815 und 1816 Selbach und Burbach und die vier Hickendörfer. Aus diesen Ländereien wurde mit Wirkung vom 20. Mai 1816 im Regierungsbezirk Koblenz der Provinz Großherzogtum Niederrhein der Kreis Siegen gebildet. Am 1. Juni 1817 wurde der Kreis Siegen aus dem Regierungsbezirk Koblenz in den Regierungsbezirk Arnsberg der Provinz Westfalen umgegliedert.

### Wappen
| Wappen des ehemaligen Kreises Siegen | Blasonierung: „Von Blau und Gold (Gelb) gespalten; vorn ein goldener (gelber) rotbewehrter und bezungter Löwe, begleitet von sieben goldenen (gelben) Schindeln, hinten nebeneinander ein aufrechtes, mit der Schneide nach innen gekehrtes blaues Haubergsmesser und eine blaue Grubenlampe mit roter Flamme.“ |
| Wappen des ehemaligen Kreises Siegen | Wappenbegründung: Das Wappen wurde am 31. August 1938 vom preußischen Staatsministerium genehmigt. Der nassauische Löwe umgeben von Schindeln sowie die Farben Blau und Gold entstammen dem Wappen des Hauses Nassau, frühere Landesherren über das Amtsgebiet. Das Haubergmesser und die Grubenlampe stehen für den Bergbau und die Industrie im Allgemeinen im Kreisgebiet, welche wesentlich zu der wirtschaftlichen Entwicklung beigetragen haben. |

### Verwaltungsgeschichte bis 1966
Der Kreis war zunächst in die neun Bürgermeistereien Dresselndorf, Ferndorf, Freudenberg, Hilchenbach, Netphen, Neunkirchen, Siegen, Weidenau und Wilnsdorf unterteilt. Im Rahmen der Einführung der Landgemeinde-Ordnung für die Provinz Westfalen wurden 1843/44 amtsfreie Städte und Ämter eingerichtet. Die Städte Hilchenbach und Siegen blieben amtsfrei. Nur kurzen Bestand hatten die beiden Ämter Dresselndorf und Neunkirchen, die 1851 aufgelöst und ins Amt Burbach eingegliedert wurden. Die so geschaffenen Verwaltungsstrukturen hatten im Wesentlichen bis 1966 unverändert Bestand. Der Kreis war in dieser Zeit wie folgt gegliedert:

#### Amtsfreie Städte
1. Hilchenbach
2. Siegen   (am 1. März 1923 als kreisfreie Stadt aus dem Kreis ausgeschieden)

#### Ämter und Gemeinden
1. Amt Burbach
  1. Altenseelbach
  2. Burbach
  3. Gilsbach
  4. Holzhausen
  5. Lippe
  6. Lützeln
  7. Neunkirchen
  8. Niederdresselndorf
  9. Oberdresselndorf
  10. Salchendorf
  11. Struthütten
  12. Wahlbach
  13. Wiederstein
  14. Wilden (1894 zum Amt Wilnsdorf[12])
  15. Würgendorf
  16. Zeppenfeld
2. Amt Eiserfeld (1878 aus drei Gemeinden des Amten Weidenau neu gebildet)
  1. Eiserfeld
  2. Gosenbach
  3. Niederschelden
3. Amt Ferndorf
  1. Bockenbach (1960 nach Eichen eingemeindet)
  2. Buchen
  3. Burgholdinghausen
  4. Buschhütten
  5. Eichen
  6. Ernsdorf (1928 umbenannt in Kreuztal)
  7. Fellinghausen
  8. Ferndorf
  9. Kredenbach
  10. Krombach
  11. Littfeld
  12. Osthelden
  13. Stendenbach (1960 nach Eichen eingemeindet)
4. Amt Freudenberg
  1. Alchen
  2. Bottenberg
  3. Bühl
  4. Büschergrund
  5. Dirlenbach
  6. Freudenberg, Flecken
  7. Heisberg
  8. Hohenhain
  9. Langenholdinghausen
  10. Lindenberg
  11. Mausbach
  12. Meiswinkel
  13. Mittelhees
  14. Niederheuslingen
  15. Niederholzklau
  16. Niederndorf
  17. Oberfischbach
  18. Oberhees
  19. Oberheuslingen
  20. Oberholzklau
  21. Oberschelden
  22. Plittershagen
5. Amt Hilchenbach, ab 1917 Amt Keppel
  1. Allenbach
  2. Dahlbruch
  3. Grund
  4. Haarhausen (1930 nach Allenbach eingemeindet)
  5. Hadem
  6. Helberhausen
  7. Hillnhütten (1901 nach Dahlbruch eingemeindet)
  8. Lützel
  9. Müsen
  10. Oberndorf
  11. Öchelhausen
  12. Ruckersfeld
  13. Vormwald
6. Amt Netphen
  1. Afholderbach
  2. Anzhausen
  3. Beienbach
  4. Brauersdorf
  5. Breitenbach
  6. Deuz
  7. Dreis-Tiefenbach (bis etwa 1885 auch Dreisbach-Tiefenbach)
  8. Eckmannshausen
  9. Eschenbach
  10. Feuersbach
  11. Flammersbach
  12. Frohnhausen
  13. Gernsdorf
  14. Grissenbach
  15. Hainchen
  16. Helgersdorf
  17. Herzhausen
  18. Irmgarteichen
  19. Nauholz
  20. Nenkersdorf
  21. Niedernetphen
  22. Niedersetzen
  23. Obernau
  24. Obernetphen
  25. Obersetzen
  26. Ölgershausen
  27. Rudersdorf
  28. Salchendorf
  29. Sohlbach
  30. Unglinghausen
  31. Walpersdorf
  32. Werthenbach
7. Amt Weidenau
  1. Achenbach (1937 nach Siegen eingemeindet)
  2. Birlenbach
  3. Bürbach
  4. Buschgotthardshütten (1937 nach Siegen und Weidenau eingemeindet)
  5. Dillnhütten
  6. Eiserfeld (1878 zum Amt Eiserfeld)
  7. Gosenbach (1878 zum Amt Eiserfeld)
  8. Kaan-Marienborn
  9. Klafeld (1963 nach Geisweid umbenannt)
  10. Niederschelden (1878 zum Amt Eiserfeld)
  11. Seelbach
  12. Sohlbach
  13. Trupbach
  14. Volnsberg
  15. Weidenau
8. Amt Wilnsdorf
  1. Eisern
  2. Niederdielfen
  3. Oberdielfen
  4. Obersdorf
  5. Rinsdorf
  6. Wilden (ab 1894)
  7. Wilgersdorf
  8. Wilnsdorf

### Neugliederungen 1966, 1969 und 1975
Mit dem ersten Siegerland-Gesetz kam es am 1. Juli 1966 zur Rückgliederung der Stadt Siegen in den Kreis Siegen, zur Eingemeindung mehrerer Gemeinden in die Stadt Siegen, zum Zusammenschluss mehrerer Gemeinden zu den Städten Hüttental und Eiserfeld sowie zur Auflösung der Ämter Weidenau und Eiserfeld.
Im Rahmen des zweiten Siegerland-Gesetzes wurden aus den Gemeinden der verbliebenen Ämter weitere Großgemeinden gebildet und alle Ämter aufgelöst.
Am 1. Oktober 1969 wurde aus dem Landkreis der Kreis Siegen.
Bis zum 31. Dezember 1974 setzte sich der Kreis aus den Städten Eiserfeld, Freudenberg, Hilchenbach, Hüttental, Kreuztal und Siegen sowie den Gemeinden Burbach, Wilnsdorf, Netphen und Neunkirchen zusammen.
Am 1. Januar 1975 wurden die Städte Hüttental und Eiserfeld in die Stadt Siegen eingegliedert und der Kreis Siegen mit dem benachbarten Kreis Wittgenstein fusioniert.

### Einwohnerzahlen
Nachfolgend die Einwohnerzahlen des Kreises Siegen von 1819 bis 1969:
| Jahr | Einwohner | Quelle |
| ---- | --------- | ------ |
| 1819 | 033.532   | [ 15 ] |
| 1855 | 046.642   | [ 15 ] |
| 1880 | 071.425   | [ 16 ] |
| 1885 | 077.674   | [ 17 ] |
| 1890 | 082.088   | [ 16 ] |
| 1900 | 098.511   | [ 16 ] |
| 1910 | 114.828   | [ 16 ] |
| 1925 | 093.298   | [ 16 ] |
| 1933 | 103.498   | [ 16 ] |

| Jahr | Einwohner | Quelle        |
| ---- | --------- | ------------- |
| 1939 | 107.655   | [ 16 ]        |
| 1950 | 141.306   | [ 16 ]        |
| 1960 | 162.800   | [ 16 ]        |
| 1961 | 156.107   | [ 14 ] [ 18 ] |
| 1967 | 230.174   | [ 19 ]        |
| 1969 | 240.400   | [ 16 ]        |
| 1970 | 239.132   | [ 14 ]        |
| 1973 | 246.500   | [ 20 ]        |

## Politik

### Ergebnisse der Kreistagswahlen von 1946 bis 1969
In der Liste werden nur Parteien und Wählergemeinschaften aufgeführt, die mindestens zwei Prozent der Stimmen bei der jeweiligen Wahl erhalten haben.
Stimmenanteile der Parteien in Prozent
| Jahr   | SPD  | CDU  | FDP  | BHE | DRP | KPD |
| ------ | ---- | ---- | ---- | --- | --- | --- |
| 1946   | 30,0 | 59,5 | 05,4 |     |     | 5,1 |
| 119481 | 35,6 | 42,0 | 08,8 |     | 7,2 | 4,0 |
| 1952   | 29,3 | 34,4 | 17,1 | 9,6 | 6,6 | 2,3 |
| 219562 | 34,1 | 32,6 | 16,5 | 7,2 |     |     |
| 1961   | 39,8 | 38,2 | 14,8 | 6,3 |     |     |
| 319643 | 46,6 | 36,6 | 12,2 |     |     |     |
| 1969   | 49,7 | 43,5 | 06,8 |     |     |     |

Fußnoten
1 1948: zusätzlich: DZP: 2,2 %

2 1956: zusätzlich: GVP: 9,6 %

3 1964: zusätzlich: UWG: 3,4 %

### Landräte des Landkreises Siegen bis 1975
Die Aufstellung enthält Ungenauigkeiten bezüglich der Daten und Namen.
Preußische Zeit 1816 bis 1945
- 1816(1817)–1846: Wolfgang Friedrich von Schenck (1768–1848)
- 1846: Friedrich Leopold Hubert Heinrich Boese[24]
- 1846–1854: Arnold Ludwig von Holtzbrinck (1811–1886), Versetzung nach Altena 1854[25][26]
- ?: Kreissekretär Manger (?)[27]
- 1855–1876: Albert von Dörnberg (1824–1915); Dr. theol. h. c. Albert Heinrich[24]
- 1877–1894: Gustav Gottfried Keil (1836–1894)
- 1894–1900: Ernst Rudolf Schepp (1857–1901)
- (1899)1900–1919: Ernst Bruno Bourwieg (1865–1944)[28]
- (1919)1920–1935: Heinrich Goedecke (1881–1959)
- 1935–1936: Gerhard Melcher (vertretungsweise)
- 1936–1939: Justus Weihe (1891–1980)[29]
- 1939–1940: Heinrich Jansen (1876–1945)
- 1941–1944: Justus Weihe (1891–1980)[29]
- 1945: Fritz Fries (1887–1967), SPD
- 1945–1946: Otto Schwarz (1891–1964), SPD (Doppelfunktion mit Oberbürgermeisteramt in Siegen)

Zeit der kommunalen Doppelspitze 1946 bis 1999
- 1946: Heinrich Otto (1893–1983), KPD
- 1946–1954: Joseph Büttner (1898–1978), CDU
- 1954–1956: Karl Roth (1902–1980), FDP
- 1956–1958: Hermann Schmidt (1917–1983), SPD
- 1958–1961: Joseph Büttner (1898–1978), CDU
- 1961–1964: Wilhelm Albert Kettner (1913–1990), CDU (ab 1964 stv. Landrat des Kreises Siegen)
- 1964–1983: Hermann Schmidt (1917–1983), SPD (ab 1975 Landrat des neuen Kreises Siegen)
- 1984: Hans-Jürgen Beineke
- 1984: Hilmar Selle
- 1984–1999 Walter Nienhagen

Amtszeit und Namen der Oberkreisdirektoren:
- 1946 Otto Schwarz (1891–1964), SPD
- 1946 Bernhard Meuser (1883–1949), CDU
- 1946–1963 Erich Moning (1902–1967), parteilos[30]
- 1964–1972 Heinz Kuhbier (* 16. April 1907 in Gummersbach; † 28. November 1998), parteilos[31][32]
- 1972–1999 Karlheinz Forster, SPD, ab 1975 Oberkreisdirektor des neuen Kreises Siegen (ab 1984 Kreis Siegen-Wittgenstein)

## Kfz-Kennzeichen
Am 1. Juli 1956 wurde dem damaligen Landkreis bei der Einführung der bis heute gültigen Kfz-Kennzeichen das Unterscheidungszeichen SI zugewiesen. Es wird im Kreis Siegen-Wittgenstein durchgängig bis heute ausgegeben.